# Lankan
Lankan är en sjö i Hagfors kommun i Värmland och ingår i Göta älvs huvudavrinningsområde. Sjön är 16 meter djup, har en yta på 0,243 kvadratkilometer och är belägen 317,6 meter över havet. Vid provfiske har abborre och gädda fångats i sjön.

## Delavrinningsområde
Lankan ingår i det delavrinningsområde (665944-139624) som SMHI kallar för Utloppet av Hyttjärnen. Medelhöjden är 335 meter över havet och ytan är 29,51 kvadratkilometer. Det finns inga avrinningsområden uppströms utan avrinningsområdet är högsta punkten. Tranebergsälven som avvattnar avrinningsområdet har biflödesordning 3, vilket innebär att vattnet flödar genom totalt 3 vattendrag innan det når havet efter 382 kilometer. Avrinningsområdet består mestadels av skog (79 procent). Avrinningsområdet har 2,15 kvadratkilometer vattenytor vilket ger det en sjöprocent på 7,3 procent.